# Aligi Sassu

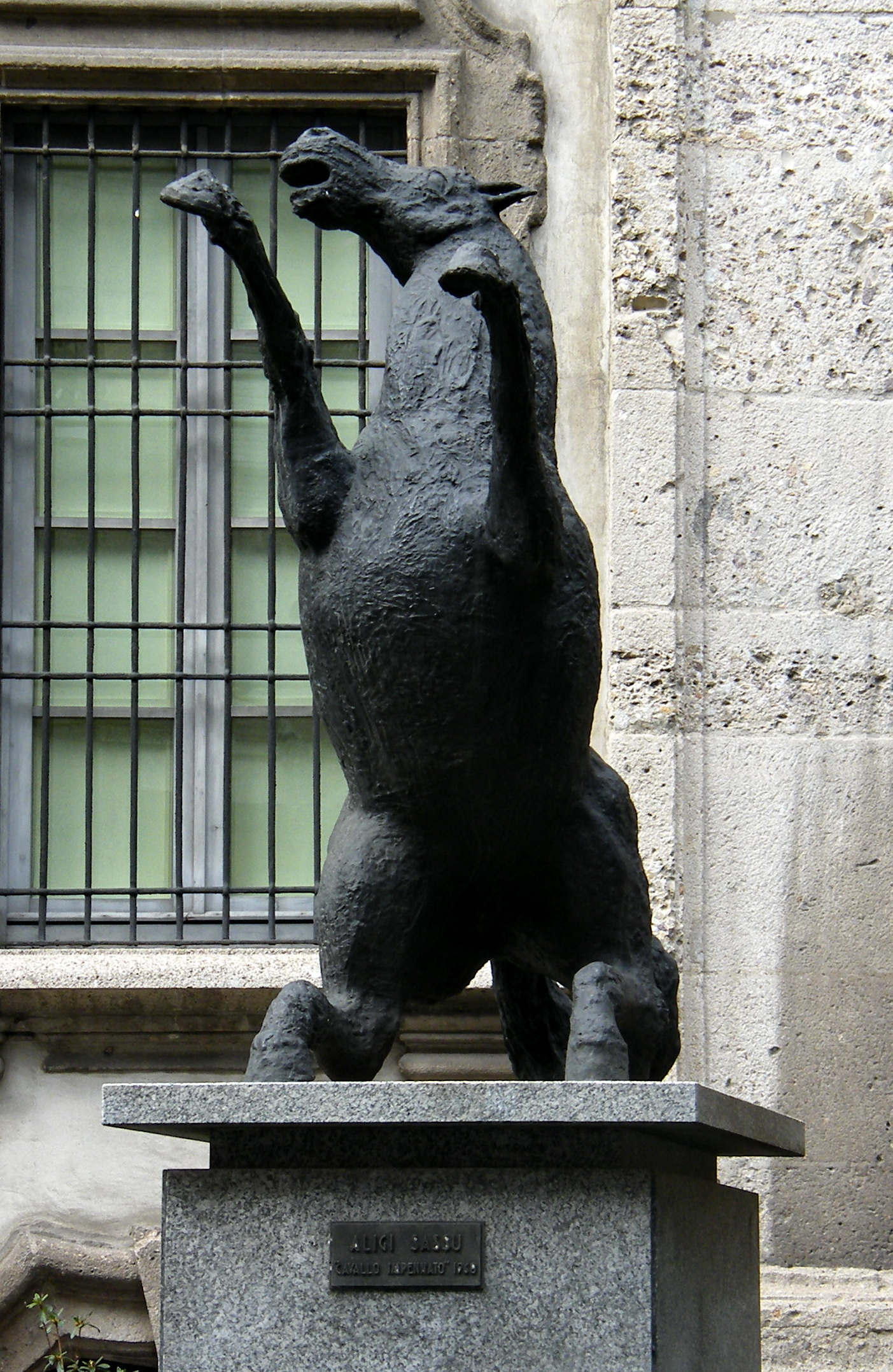
Escultura "Cavallo Impennato" a Milà.

Aligi Sassu (Milà, Itàlia 1912 - Pollença, Illes Balears 2000) fou un pintor italià d'origen sard. El seu pare, Antonio Sassu, fou un dels fundadors de la secció del PSI a Sàsser, i la seva mare, Lina Pedretti, era originària de Parma. Es traslladaren a Thiesi, en Sardenya el 1921 on romanen 3 anys, període breu però fonamental per a les impressions que formaven l'ànim de l'artista, d'aquí la seva trobada amb els cavalls i amb els forts colors del paisatge mediterrani.
En 1925, a causa de les dificultats econòmiques de la seva família, abandona l'escola, i comença a treballar d'aprenenta en una oficina litogràfica. Se sentí atret pel futurisme d'Umberto Boccioni i Carlo Carrá, sense menysprear Paul Cézanne i Pablo Picasso, i participà en algunes exposicions promogudes per Filippo Tommaso Marinetti i a la Biennal de Venècia, però s'anà decantant vers un realisme expressionista del qual el més representatiu són les sèries d'homes vermells. El 1928 va signar amb Bruno Munari el Manifesto della pintura, que postula la representació de formes antinaturalístiques. En aquest període, estudia a fons Diego Velázquez i el nu plàstic. D'aquesta època és "L'Últim Sopar", quadre que sintetitza la poètica visiva de Sassu. El quadre, de clara inspiració realista, es refugia en el mite i, en conseqüència la seva "Últim Sopar" es converteix en un banquet en el qual Crist està envoltat per personatges vestits amb vestits moderns. En 1930 a Milà coneix a Giacomo Manzù, Giandante X (Dante Persico) i Giuseppe Gorgerino, col·laborador del Ambrosiano, periòdic portaveu dels intel·lectuals milanesos.
El 1934 estudia Delacroix i la pintura de temes històrics en el Louvre de París. En aquest període crea el que serà el seu "marca": el cavall que estarà present en totes les obres successives. En 1935 funda el Grup Vermell amb Nino Franchina i Vittorio Della Porta entre d'altres. En 1936 signa un dels seus quadres més famosos, "El Cafè", que està en Il Coupole de París; el mateix any pinta "Afusellament a Astúries", considerat un dels pocs quadres realitzats a favor de la Resistència. D'aquest fèrtil període també cap assenyalar la sèrie "Els Concilis", sarcàstica representació del clergat romà. En 1937, és arrestat dos anys. Durant la postguerra viu una existència social i artística solitària, ja que es manté allunyat del cubisme de Georges Braque i Picasso. En canvi, estudia a Vincent van Gogh i visita el lloc d'origen del seu pare. A Sardenya dedica diverses de les seves pintures a la vida rural i marítima de l'illa, les cèlebres "Atuneras", i estudia la pintura mural, de Masolino da Panicale a Piero Della Francesca, passant pel francès Puvis de Chavanne i els mexicans, Diego Rivera i José Clemente Orozco.
Des del 1964 feu estades periòdiques a Mallorca, s'instal·la a la Cala San Vicent, prop de Pollença. En 1967 pinta el cicle de la "Tauromàquia", presentada pel poeta espanyol Rafael Alberti exiliat a Roma. El vermell es converteix en el seu color preferit ("El vermell és el seu Barroc", ha dit el crític Raffaele Carrieri sobre ell). En 1976 treballa en les pintures al fresc de Sant Andreu a Pescara.
Aquests són els anys en els quals experimenta noves tècniques, on barreja la tradició amb la innovació, com en "I Moti Angioini", una obra realitzada amb silicona i témpera, i també es dedica a l'escultura i el gravat. En els últims anys també pinta quadres inspirats en el món futbolístic. En el 1993 acabà de realitzar el mural en terrissa " Els mites de la Mediterrània" a la seu del Parlament Europeu de 150 metres quadrats. En 1996 donà 356 obres a la ciutat de Lugano (Suïssa) donant naixement a la Fundació Aligi Sassu que realitzà en el 1999 una exposició dedicada al Futurisme, l'any 2000 dedicada al Primitivisme, en el 2001 a "Uomini Rossi" i en el 2003 exposa el Realisme d'Aligi Sassu.
El 17 de juliol del 1999 celebrant els seus 80 anys s'inaugurà una important exposició antològica 1927 - 1999, en el "Palazzo Strozzi" de Florència. El 31 de març del 2000 es creà a Besana in Brianza la "Associazione Culturale Amici dell'Arte di Aligi Sassu" (Itàlia).
El 1997 va rebre el Premi Ramon Llull.
Poc temps abans de morir, va realitzar una escultura per una de les rotondes de la ciutat d'Alcúdia, "Cavall que mira Alcúdia".